# Swartzia eriocarpa
Swartzia eriocarpa är en ärtväxtart som beskrevs av George Bentham. Swartzia eriocarpa ingår i släktet Swartzia och familjen ärtväxter. Inga underarter finns listade i Catalogue of Life.